# مايك تويلمان
مايك تويلمان (بالإنجليزية: Mike Twellman)‏ هو لاعب كرة قدم أمريكي في مركز الدفاع، ولد في 18 ديسمبر 1960 في سانت لويس في الولايات المتحدة. لعب مع شيكاغو ستينغ.